# Epeirotypus
Epeirotypus là một chi nhện trong họ Theridiosomatidae.

## Các loài
- Epeirotypus brevipes O. Pickard-Cambridge, 1894 - Mexico to Costa Rica
- Epeirotypus chavarria Coddington, 1986 - Costa Rica
- Epeirotypus dalong Miller, Griswold & Yin, 2009 - China}}